# Presidenti del Club Atletico Faenza Pallacanestro
Di seguito è riportato l'elenco in ordine cronologico dei presidenti del Club Atletico Faenza Pallacanestro, una delle principali società italiane di pallacanestro femminile.
- Mario Fabbri

Primo presidente della società, è rimasto in carica per 7 anni: dalla fondazione nel 1945, fino alla stagione 1950-1951, conclusasi con la promozione in Serie A
- Bruno Argnani

Succeduto a Fabbri, fu coadiuvato dai quattro consiglieri Bruno Zucchini, Alberto Samorini, Mario Bolognesi ed Ezio Scudellari. È rimasto in carica per 4 anni: dalla stagione 1951-1952 (prima stagione in Serie A) fino alla stagione 1954-1955 (quarta stagione consecutiva in Serie A).
- Riccardo Cimatti

Terzo presidente, rimase in carica per 11 anni: dalla stagione 1955-1956 (quando succedette al presidente Bruno Argnani) fino alla stagione 1966-1967, prima in Serie B.
- Alberto Samorini

Fu presidente per una sola stagione, quella 1967-1968.
- Giuseppe Marabini

Fu il quinto presidente del Club Atletico Faenza Pallacanestro. È restato in carica per 4 anni: dalla stagione 1968-1969 fino al 1971-1972. Durante la sua presidenza la squadra riapprodò in Serie A, dopo 4 stagioni in Serie B.
- Giovanni Massari

Fu presidente per 4 anni: dalla stagione 1971-1972 al 1974-1975.
- Francesco Dalpane

È stato il settimo presidente della società, rimanendo in carica per 4 anni: dalla stagione 1975-1976 fino al 1978-1979. Durante la sua presidenza la squadra disputò per la prima volta una coppa europea: la Coppa Ronchetti.
- Mario Marchiani

Ottavo presidente, rimase in carica per 4 anni: dalla stagione 1979-1980 fino al 1982-1983.
- Giancarlo Berardi

Come il suo predecessore, rimase in carica 4 anni: dal 1983-1984 fino alla stagione 1986-1987.
- Giovanni Mingazzini

Decimo presidente del Club Atletico Faenza Pallacanestro, fu presidente dalla stagione 1987-1988 fino alla stagione 1989-1990.
- Enrico Piombini

Undicesimo presidente, è in carica dal 1990. Sotto la sua presidenza, la più lunga nella storia biancazzurra, il Club atletico ha conquistato i suoi massimi trofei: la Coppa Italia 2007 e la Coppa Italia 2009. Al termine della stagione 2011-2012 Piombini ha ceduto il titolo sportivo di A1 . Il Club Atletico ha perso la squadra di punta ed è rimasto attivo solamente nel settore giovanile.